# اهتن (مناخة)

تعديل مصدري - تعديل

اهتن هي إحدى قرى عزلة بني خطاب بمديرية مناخة التابعة لمحافظة صنعاء، بلغ تعداد سكانها 129 نسمة حسب تعداد اليمن لعام 2004.